# ブラインドジャグリング
ブラインドジャグリングとは、トスジャグリングの一種で、ボールを見ないでジャグリングすること。
目隠しをしたり、目をつぶるのが一般的だが、上や横を向いてジャグリングをすることもある。トニー・ダンカンの得意技のひとつ。客に納得させるのは難しく、見映えもしないが、とても難しい。練習次第で複雑な技もできるが、基本のカスケードを相当安定させる必要がある。